# Sunnfjord
Sunnfjord è un comune norvegese della contea di Vestland.